# Miltiade Filipescu
Miltiade Filipescu (n. 14/27 februarie 1901, Burdusaci, Bacău – d. 10 ianuarie 1993, București) a fost un geolog și paleontolog român, membru titular al Academiei Române.

## Biografie
A fost membru corespondent al Academiei de Științe din România începând cu 21 decembrie 1935.

## Distincții
- Ordinul Muncii clasa a III-a (14 septembrie 1953)[2]
- titlul de „Profesor Emerit al Republicii Populare Romîne” (13 octombrie 1964) „cu prilejul aniversarii a 100 de ani de la înființarea Universității din București, pentru activitate îndelungată, contribuție în dezvoltarea științei și merite deosebite în dezvoltarea învățămîntului superior”[3]
- Ordinul „Meritul Științific” clasa a II-a (26 septembrie 1966) „pentru merite deosebite în activitatea științifică, cu prilejul Centenarului Academiei Republicii Socialiste România”[4]
- Ordinul „Steaua Republicii Socialiste România” clasa a II-a (20 aprilie 1971) „pentru merite deosebite în opera de construire a socialismului, cu prilejul aniversării a 50 de ani de la constituirea Partidului Comunist Român”[5]